# بيت غو
بيت غو (بالإنجليزية: BitGo)‏ هي شركة للأصول الرقمية وشركة أمنية، مقرها في بالو ألتو، كاليفورنيا. تأسست في عام 2013 من قبل مايك بيلشي وبن دافنبورت، استحوذت عليها شركة كلاكسي ديجيتال في عام 2021 مقابل 1.2 مليار دولار.

## روابط خارجية
- الموقع الرسمي